# MMX Pivovar
MMX Pivovar je minipivovar ležící v Letech, v okresu Praha-západ, ve Středočeském kraji. Je součástí MMX Pivotelu, zařízení sdružující pivovar, restauraci a hotel.

## MMX Piva
Všechna piva MMX pivovaru jsou nefiltrovaná a nepasterizovaná. Vařená dle německého Reinheitsgebot ("záruka čistoty"), Zákon o čistotě piva.

### Produkce
- MMX Výčepní 10,8 %
- MMX Ležák 12,5 %
- MMX Stout 13,5 %
- MMX Speciály

## Technologie
Pivovar vaří pivo za pomoci německé technologie od firmy s téměř 340letou tradicí Kaspar Schulz. Ta je plně automatizovaná a umožňuje setrvale produkovat pivo neměnné kvality, chuti a charakteru. Maximální možný roční výstav pivovaru je 3000 hl.

## Historie
Pivovar byl založen v roce 2010, toto číslo vyjádřené římskými číslicemi také tvoří název tohoto pivovaru.